# Pararctophila oberthuri
Pararctophila oberthuri är en tvåvingeart som beskrevs av Herve-bazin 1914. Pararctophila oberthuri ingår i släktet Pararctophila och familjen blomflugor. Inga underarter finns listade i Catalogue of Life.